# Монпелье
Монпелье́ (фр. Montpellier МФА: [mɔ̃.pə.lje] или [mɔ̃.pe.lje]о файле, окс. Montpelhièr [mumpeˈʎɛ]) — один из крупнейших городов на юге Франции, седьмой по размеру во всей стране, коммуна, административный центр департамента Эро региона Окситания и центр метрополии Монпелье-Средиземноморье. Расположен в плодородной долине реки Лез (фр.) в 11,1 км от побережья Средиземного моря, в 69 км к северо-востоку от Безье и в 52 км к юго-западу от Нима.
По территории Монпелье протекают Лез, Моссон, Лиронда, Рьёкулон, Вердансон и другие небольшие реки. Город обладает замечательным природным наследием: объектом «Natura 2000» («ле Лез») и двумя природными территориями, представляющими интерес с точки зрения экологии, фауны и флоры.
Сначала это была земля графов Мельгёйля, один из который подарил её в 985 году некоему Гильому в обмен на его преданность. Сеньория Монпелье перешла в начале 13 века к Арагонской короне - король Арагонский Хайме I родился там в 1208 году, затем к королевству Мальорка, а затем было куплено в 1349 году королем Франции Филиппом VI Валуа. Проданный в 1365 году королю Наварры Карлу II Злому, Монпелье окончательно вернулся в состав Французского королевства в 1383 году.
В начале 17 века оборона города была усилена за счет строительства цитадели, расположенной напротив исторического центра, в которой с 1947 года размещается крупнейшая средняя школа и колледж в департаменте Эро.

## История
Монпелье известен с X века как место торговли пряностями. Первоначально находился в тени приморского города Маглона, страдавшего от регулярных набегов морских разбойников. В 1141 году граф Тулузский выстроил здесь замок и наделил Монпелье городскими привилегиями. Население города было многонациональным, большую роль в торговле играла местная еврейская община. В конце XII века в Монпелье приезжали учиться медицине, в 1220 году был основан университет Монпелье, узаконенный папской буллой от 1289 года. В состав университета вошла медицинская школа, основанная ещё в 768 году. 
В 1213 году дочь последнего из правителей местной династии, Мария де Монпелье, сочеталась браком с арагонским королём Педро II. Их потомки владели Монпелье до 1349 года, когда король Хайме III продал его французским монархам. Во времена Жака Кёра город стал крупнейшим коммерческим центром на юге Французского королевства и оставался таковым до возвышения Марселя. В 1536 году в Монпелье из Маглона была перенесена епископская кафедра.
С началом Реформации население Монпелье переходит в кальвинизм. В 1622 году Людовик XIII осадил в городе гугенотов во главе с Анри де Роганом. В 1624—1627 годах по приказу кардинала Ришельё в Монпелье строилась королевская крепость. Людовик XIV сделал Монпелье центром провинции Нижний Лангедок. На месте средневековых стен были проложены бульвары и элегантный акведук. Особенно знаменита эспланада Пейру с классицистической водонапорной башней (1768), откуда открывается вид на море. Из средневековых укреплений уцелели только башни. Готический собор XIV века был перестроен.
О своём пребывании в Монпелье на водах Д. И. Фонвизин рассказал в знаменитом памятнике эпистолярного жанра — «Письмах из Франции» (1777):

Не можешь себе представить, друг мой сестрица, в каком мы теперь городе. Монпелье можно назвать по справедливости больницею, но такою, где живут уже выздоравливающие. Как приятно видеть людей, у коих на лице изображена радость, ощущаемая при возвращении здоровья. Множество чужестранцев всяких наций и французов из других провинций съехалось сюда на зиму для здоровья. Видно, что Господь возлюбил этот край особенно.

29 мая 2013 года в мэрии Монпелье был зарегистрирован первый в истории Франции однополый брак.

## Достопримечательности
Помимо соборной церкви Св. Петра, интерес для туристов представляют старейший во Франции ботанический сад (открылся в 1593 году) и музей Фабра с богатейшей коллекцией работ французских художников, включая импрессионистов. Ежегодно в Монпелье проходит международная винодельческая ярмарка.

## Население
Городская коммуна Монпелье насчитывает 307 101 жителей в 2022 году, и с 1962 года в ней наблюдается резкий рост населения. Это один из редких французских городов с населением более 100 000 жителей, население которого непрерывно росло каждый год с 1945 года. По численности населения Монпелье является седьмой коммуной во Франции и третьей французской коммуной на средиземноморской оси. Это самая большая и густонаселенная коммуна в департаменте Эро и вторая в регионе Окситания после Тулузы.
В 2022 году на территории агломерации Монпелье проживало 480 915 жителей, а в зоне его притяжения проживало 834 366 человек, что является 9-м местом во Франции по численности населения.
Монпелье является также административным центром метрополии с населением 499 761 человек под названием Монпелье-Средиземноморье.
Это также муниципалитет с самым высоким числом студентов на одного жителя во Франции (70 000 студентов) после городов Клермон-Ферран и Пуатье (21% от общей численности населения).
| Год  | Численность | Численность |
| ---- | ----------- | ----------- |
| 1968 | 161 910     | [ 3 ]       |
| 1975 | 191 354     | [ 3 ]       |
| 1982 | 197 231     | [ 3 ]       |
| 1990 | 207 996     | [ 3 ]       |
| 1999 | 225 392     | [ 3 ]       |
| 2006 | 251 634     | [ 3 ]       |
| 2011 | 264 538     | [ 3 ]       |
| 2013 | 272 084     |             |
| 2014 | 275 318     |             |
| 2015 | 277 639     | [ 4 ]       |
| 2016 | 286 098     | [ 5 ]       |
| 2017 | 285 121     | [ 6 ]       |
| 2018 | 290 053     | [ 7 ]       |
| 2019 | 295 542     | [ 8 ]       |
| 2020 | 299 096     | [ 9 ]       |
| 2021 | 302 454     | [ 10 ]      |
| 2022 | 307 101     | [ 11 ]      |

## Транспорт
В Монпелье имеется железнодорожное сообщение с другими городами Франции. В городе расположено два вокзала: старый вокзал Святого Роха (St Roch) находится в центре города; новый вокзал Монпелье-Юг Франции (Sud de France) открыли на окраине, здесь останавливаются скоростные поезда TGV.

Аэропорт Montpellier-Méditerranée расположен к юго-востоку от Монпелье, в районе Fréjorgues города Mauguio. 
Городской транспорт Монпелье обслуживается компанией TaM (Transports de l’agglomération de Montpellier). В сеть городского транспорта включены автобусы и четыре линии трамвая Монпелье (схема)
Также в 2007 году была открыта сеть проката велосипедов Vélomagg, охватывающая на настоящий момент 1200 велосипедов и 50 станций.

## Спорт
В городе базируется французский футбольный клуб «Монпелье», основанный в 1974 году. Домашней ареной команды является стадион Стад де ля Моссон. Также в городе играет регбийный клуб «Монпелье Эро».

## Климат
| Показатель                    | Янв.  | Фев.  | Март | Апр. | Май  | Июнь | Июль | Авг. | Сен. | Окт. | Нояб. | Дек.  | Год   |
| ----------------------------- | ----- | ----- | ---- | ---- | ---- | ---- | ---- | ---- | ---- | ---- | ----- | ----- | ----- |
| Абсолютный максимум, °C       | 20,6  | 22,0  | 25,5 | 29,8 | 32,6 | 36,2 | 37,5 | 36,8 | 36,3 | 29,8 | 27,1  | 22,0  | 37,5  |
| Средний суточный максимум, °C | 11,1  | 12,4  | 14,7 | 17,5 | 21,1 | 25,3 | 28,4 | 27,7 | 24,7 | 20,2 | 14,7  | 11,7  | 19,1  |
| Средняя температура, °C       | 6,6   | 7,8   | 9,8  | 12,6 | 16,1 | 19,9 | 22,8 | 22,2 | 19,4 | 15,4 | 10,3  | 7,2   | 14,2  |
| Средний суточный минимум, °C  | 2,2   | 3,3   | 4,9  | 7,8  | 11,2 | 14,6 | 17,1 | 16,7 | 14,2 | 10,6 | 5,9   | 2,8   | 9,3   |
| Абсолютный минимум, °C        | −11,8 | −17,8 | −9,6 | −1,7 | 0,6  | 5,4  | 8,4  | 8,2  | 3,8  | −0,7 | −5    | −12,4 | −17,8 |
| Норма осадков, мм             | 72    | 72    | 55   | 54   | 52   | 33   | 20   | 41   | 62   | 109  | 62    | 63    | 695   |
| Источник: Infoclimat          |       |       |      |      |      |      |      |      |      |      |       |       |       |

## Города-побратимы
Монпелье является городом-побратимом следующих городов:
- Луисвилл, США (1955)
- Хайдельберг, Германия (1961)
- Барселона, Испания (1963)
- Чэнду, Китай (1981)
- Тверия, Израиль (1983)
- Фес, Марокко (2003)
- Тлемсен, Алжир (2009)
- Джайпур, Индия (2009)
- Рио-де-Жанейро, Бразилия (2011)
- Раздан, Армения (2024)